# Jebbar Ferman
Jebbar Farman, född 1947 i Banmîl utanför staden Khanaqin, är en kurdisk politiker i Irakiska Kurdistan och före detta vice befälhavare för Kurdistans peshmergastyrkor.
Farman är Feylî kurd, gick grundskolan i Khanaqin och har en lärarexamen från lärarhögskolan i Baquba.

## Kronologi
- 1975 blev han gripen av Saddam Husseins säkerhetsstyrkor. Han var bland de första som blev medlem i (Kômeley Renjderanî Kurdistan).
- 1979 blev PUK peshmerga.
- 1980 blev han politiskt ansvarig för Melbendî 4.
- 1981 blev han ansvarig för PUK:s organisation i (Balekayetî).
- 1984 utsågs han till medlem i PUK:s ledning och Kômeley Renjderanî Kurdistan.
- 1984 blev han ansvarig och befälhavare för PUK:s Melbendî 1 i Sulaîmanî.
- 1991 medlem i PUK:s politbyrå.
- 1992 blev minister för pêshmerge.
- 1993 blev vice befälhavare för Kurdistans peshmerga-styrkor.
- 2007 dör efter en långvarig sjukdom.